# Cornelius van Niel
Cornelius Bernardus van Niel, född 4 november 1897 i Haarlem, Nederländerna, död 10 mars 1985 i Carmel i Kalifornien, var en ursprungligen holländsk mikrobiolog som huvudsakligen var verksam i USA. Han grundade det moderna studiet av mikrobiologi och gjorde avgörande upptäckter som förklarade de kemiska mekanismerna i fotosyntesen.

## Biografi
År 1923 tog van Niel examen i kemiteknik vid Delft University och blev assistent till Albert Kluyver, som hade initierat området jämförande biokemi. Han gifte sig 1925 med Christina van Hemert i Bloemendaal, Nordholland, Nederländerna. År 1928 tog han sin doktorsexamen på avhandlingen "Propionic Acid Bacteria" varefter han åkte till USA för att fortsätta sitt arbete vid Hopkins Marine Station vid Stanford University.
Standardförkortningen C.B.Niel används för att ange denna person som författare när man citerar ett botaniskt namn.

## Karriär och vetenskapligt arbete
Genom att studera lila svavelbakterier och gröna svavelbakterier var han den första forskaren som 1931 visade att fotosyntesen är en ljusberoende redoxreaktion där väte från en oxidationsbar förening reducerar koldioxid till cellulära material. Uttryckt som:
2 H2A + CO2 → 2A + CH2O + H2O
där A är elektronacceptorn. Hans upptäckt förutspådde att H2O är vätedonatorn i grön växtfotosyntes och oxideras till O2. Den kemiska summeringen av fotosyntesen var en milstolpe i förståelsen av fotosyntesens kemi. Detta verifierades senare experimentellt av Robert Hill.
I ett nötskal visade van Niel att växter avger syre som ett resultat av att dela vattenmolekyler under fotosyntesen, inte koldioxidmolekyler som man trodde tidigare. 

### Bakteriell taxonomi
Van Niel spelade också en nyckelroll i utvecklingen av bakteriell taxonomi. År 1962 definierade han i samarbete med Roger Y. Stanier prokaryoter som celler där kärnmaterialet inte omges av ett kärnmembran, en definition som än idag (2022) fortfarande används.

### Undervisning
Strax efter sin ankomst till Hopkins Marine Station utvecklade van Niel en kurs i allmän mikrobiologi som skulle bli mycket inflytelserik. Under hans ledning från 1938 till 1962 drog kursen studenter från hela världen med flera skickliga forskare bland sina alumner, såsom Esther Lederberg och Allan Campbell. och Arthur Kornberg, mottagare av Nobelpriset 1959 för DNA-syntes. 

## Utmärkelser och hedersbetygelser
- Marjory Stephenson-priset,  1955
- National Medal of Science,  1963[4]
- Charles F. Kettering Award,  1966[5]
- Rumfordpriset,  1967[6]
- Leeuwenhoek-medaljen,  1970
- Guggenheimstipendiet[7]

[Redigera Wikidata]
Van Niel var den första biologen som fick American National Medal of Science, han tilldelades 1963 års medalj i biologiska vetenskaper för "hans grundläggande undersökningar av mikroorganismernas jämförande biokemi, för hans studier av fotosyntesens grundläggande mekanismer och för hans excellens som lärare för många forskare."